# Дурлабхавардхана
Дурлабхавардхана (*दुर्लभवर्धन, д/н — 661) — засновник Кашмірської держави, перший представник династії Каркота.

## Життєпис
Основні відомості про нього містяться в «Раджатарангіні». Походив з касти каяштха (писарів). Зумів зробити гарну кар'єру при Баладітьї (представнику гілки ефталітської династії Торамана), правителю князівства Гонанд. Дослужився до посади на кшталт конюшого, можливо очолював кінноту князівства. Згодом одружився з донькою Баладітьї.
Близько 625 року за невідомих обставин перебрав владу над князівством Гонанд. Слідом за цим, користуючись послабленням ефталітів розпочав політику з підкорення усього Кашміра, почавши війну проти Юдхіштхіри.
Після смерті Харши також вступив у боротьбу за владу над північно-західною Індією. Помер 661 року. Йому спадкував син Пратападітья.